# Caradrina inumbratella
Caradrina inumbratella là một loài bướm đêm trong họ Noctuidae.